# Mako Tamura
Mako Tamura (jap. 田村 真子 Tamura Mako; ur. 3 lutego 1996 w Matsusace) – japońska prezenterka telewizji TBS prowadząca programy „LOVE it!” i „LOVE It at Dawn!”.

## Życiorys
Mako urodziła się w mieście Matsusaka w prefekturze Mie. Ukończyła gimnazjum i liceum Takada oraz Uniwersytet Sophia na Wydziale Literatury, Katedry Dziennikarstwa.
Dołączyła do TBS w kwietniu 2018 roku po ukończeniu studiów. Jej pierwszym koronnym programem był program informacyjny „HAYADOKI”, do którego dołączyła w październiku tego samego roku, gdzie przez rok na przemian prowadziła poniedziałkowe i piątkowe wydanie.
W grudniu 2018 roku ujawniła, że „czuje presję”, ponieważ jej ojcem jest Norihisa Tamura członek Zgromadzenie Narodowego i byłym ministrem Zdrowia, Pracy i Opieki Społecznej.
29 marca 2021 roku została mianowana prowadzącą poranny program „LOVE it!”. W grudniu 2024 roku została pierwszą spikerką TBS, która zajęła pierwsze miejsce w 21. rankingu Oricon na ulubioną spikerkę.

## Aktualne programy

### Telewizja
- LOVE it! (ラヴィット!) (29 marca 2021 r. -) – prowadząca
  - LOVE It at Dawn! (夜明けのラヴィット!) (15 kwietnia 2023 r.-) – prowadząca
- Tami sama no otsuge (24 marca 2025 r.-) – gospodarz programu
- OA o mita nochi ni... Katara naito (OAを見た後に…語らナイト) (10 maja 2024 r. - nieregularne występy)

### Radio
- Pansā Mukai no# furatto (パンサー向井の＃ふらっと) (kwiecień 2022 r. -)

## Filmografia

### Dramy
| Rok  | Tytuł                                                         | Rola                                       | Stacja telewizyjna | Uwagi                            | Przy.  |
| ---- | ------------------------------------------------------------- | ------------------------------------------ | ------------------ | -------------------------------- | ------ |
| 2021 | Japan Sinks: People of Hope (日本沈没―希望のひと―)            | Prezenterka wiadomości                     | TBS                | Cameo, odc. 1-2                  | [ 9 ]  |
| 2023 | The Last Man: The Blind Profiler (ラストマン－全盲の捜査官－) | Agentka SSBC słuchająca historii Minamiego | TBS                | Cameo, odc. 2                    | [ 10 ] |
| 2023 | Sennyu Sosakan Matsushita Kohei (潜入捜査官 松下洸平)         | Mako Tamura                                | TVer               | Cameo, we własnej osobie, odc. 5 | [ 11 ] |